# Акпєров Вадим Вагіфович
Вадим Вагіфович Акпєров (нар. 20 травня 1988, місто Донецьк Донецької області, Українська РСР, СРСР) — український діяч, 1-й заступник голови Сумської обласної державної адміністрації, тимчасовий виконувач обов'язків голови Сумської обласної державної адміністрації (з 11 по 25 червня 2019 року).

## Життєпис
У вересні 2006 — червні 2011 року — студент Державного вищого навчального закладу «Українська академія банківської справи Національного банку України» міста Суми за спеціальністю «Менеджмент зовнішньоекономічної діяльності», кваліфікація — магістр з менеджменту зовнішньоекономічної діяльності.
У серпні 2010 — липні 2011 року — менеджер-економіст Науково-виробничого підприємства ТОВ «Еко-Центр», м. Суми. У липні 2011 — березні 2015 року — комерційний директор Науково-виробничого підприємства ТОВ «Еко-Центр», м. Суми.
У березні — серпні 2015 року — провідний спеціаліст з охорони праці Сумського обласного комунального агролісогосподарського підприємства «Сумиоблагроліс», м. Суми. У серпні — вересні 2015 року — заступник генерального директора з маркетингу Сумського обласного комунального агролісогосподарського підприємства «Сумиоблагроліс», м. Суми.
У вересні — грудні 2015 року — виконувач обов'язків директора Державного підприємства «Сумський державний селекційний центр», м. Суми.
У 2015 – 2020 роках – депутат Сумської районної ради.
У грудні 2015 — червні 2018 року — голова Сумської районної ради Сумської області.
У червні — грудні 2018 року — заступник голови Сумської обласної державної адміністрації.
З грудня 2018 року — перший заступник голови Сумської обласної державної адміністрації.
З 11 по 25 червня 2019 року — тимчасовий виконувач обов'язків голови Сумської обласної державної адміністрації.
Балотувався на посаду Сумського міського голови на виборах 2020 року. У першому турі набрав 14,2% (9609) голосів та вийшов до другого туру разом з чинним міським головою Олександром Лисенком. У другому турі набрав 37,8% (16567) голосів, але був обраним депутатом Сумської міської ради від партії «Європейська солідарність». 
Голова постійної комісії Сумської міської ради VIII скликання з питань планування соціально-економічного розвитку, бюджету, фінансів, розвитку підприємництва, торгівлі та послуг, регуляторної політики.